# I normanni
I normanni è un film italo-francese del 1962 diretto da Giuseppe Vari.

## Altri tecnici
- Operatore alla macchina: Vittorio Storaro
- Fotografo di scena: Osvaldo Civirani